# آرثر الكسندر (موسيقي)
آرثر الكسندر (بالإنجليزية: Arthur Alexander)‏ هو موسيقي ومغني ومغن مؤلف وكاتب أغاني أمريكي، ولد في 10 مايو 1940 في فلورنس في الولايات المتحدة، وتوفي في 9 يونيو 1993 في ناشفيل في الولايات المتحدة بسبب نوبة قلبية.

## وصلات خارجية
- آرثر الكسندر على موقع IMDb (الإنجليزية)
- آرثر الكسندر على موقع ميوزك برينز (الإنجليزية)
- آرثر الكسندر على موقع إن إن دي بي (الإنجليزية)
- آرثر الكسندر على موقع أول ميوزيك (الإنجليزية)
- آرثر الكسندر على موقع ديسكوغز (الإنجليزية)